# Pepellashi
Pepellashi – wieś położona w południowo-wschodniej części Albanii w gminie Mollas. Wieś znajduje się 120 kilometrów od stolicy państwa, Tirany.